# Governo Sunak

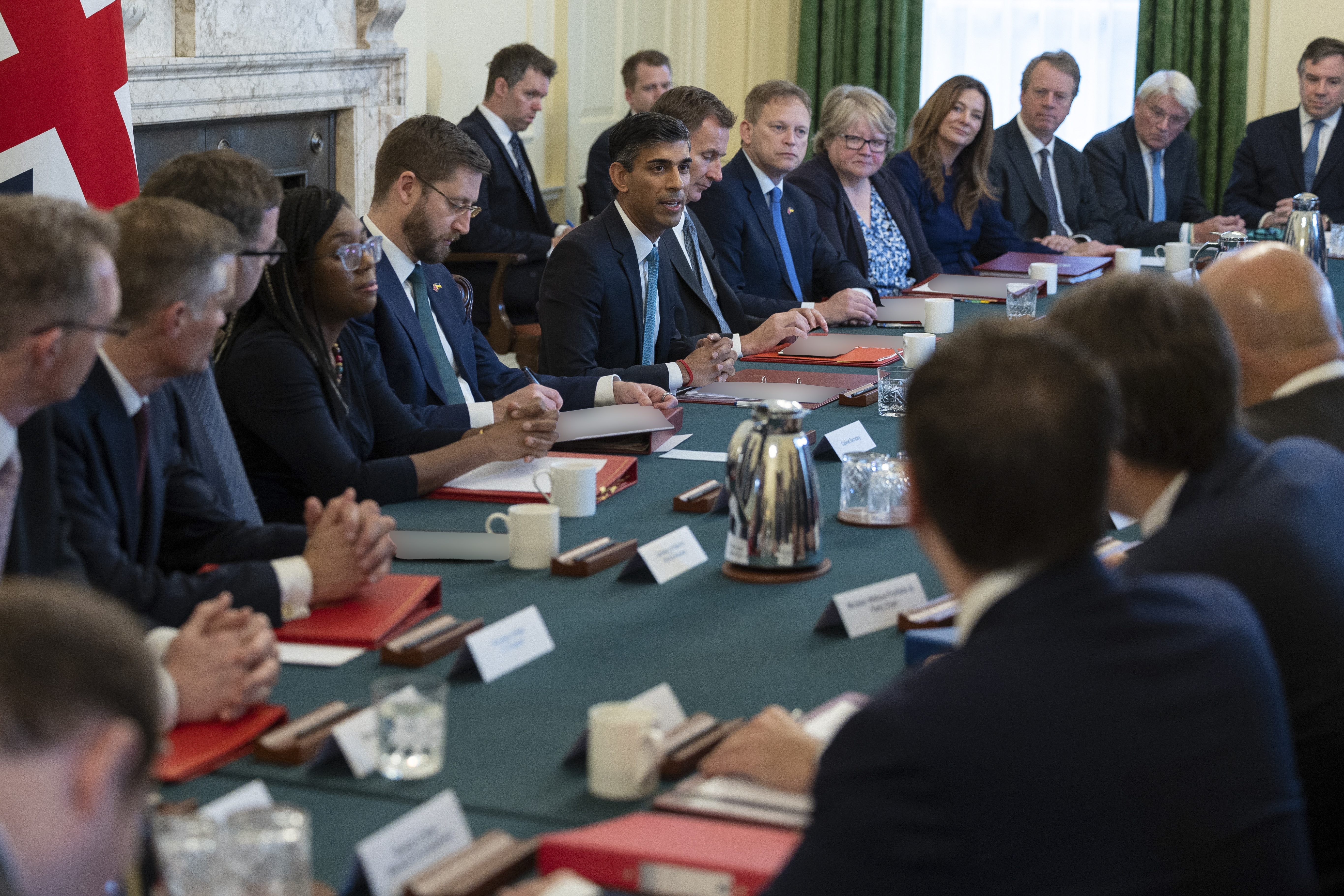
Foto della prima riunione di Gabinetto, il 25 ottobre 2022.

Il Governo Sunak è stato il centunesimo governo del Regno Unito, in carica dal 25 ottobre 2022 al 5 luglio 2024.
Si è formato in seguito alle dimissioni di Liz Truss da Primo ministro e da leader del Partito Conservatore, annunciate il 20 ottobre dello stesso anno a causa della crescente opposizione in seno al partito, dovuta principalmente ad una perdita di fiducia nell’esecutivo a causa di alcune controverse misure finanziarie, contenute nella cosiddetta “mini-legge di bilancio” (in inglese mini-budget), e causa di una forte instabilità finanziaria nel paese e in special modo della sua valuta.
In seguito a ciò, il 24 ottobre 2022 Rishi Sunak, dopo che i due altri potenziali candidati alla leadership, Boris Johnson e Penny Mordaunt, si sono ritirati dalle elezioni interne al partito per la scelta del successore, viene nominato all'unanimità leader del Partito Conservatore e il giorno successivo ha ricevuto dal re Carlo III l’incarico di formare un governo, diventando, in questo modo, la prima persona di origini asiatiche e la prima persona di religione induista a ricoprire la carica di Primo Ministro del Regno Unito.
Si trattava del primo governo nominato da Carlo III.
L'esecutivo è stato un governo monocolore conservatore.
In seguito alla sconfitta del Partito Conservatore alle elezioni generali del 2024, viene sostituito il 6 luglio dal Governo Starmer.

## Situazione parlamentare
| Camera            | Collocazione | Partiti | Seggi     |
| ----------------- | ------------ | --- | --------- |
| Camera dei Comuni | Maggioranza  | CP (353) | 353 / 650 |
| Camera dei Comuni | Opposizione  | LP (196), SNP (45), LDP (15), DUP (8), SF (7), PC (3), SDLP (2), A (2), GP (1), APNI (1) e Indipendenti (15) | 295 / 650 |

## Composizione
| Segretariato | Titolare                                                     | Titolare | Titolare                                        | Partito      |
| --- | ------------------------------------------------------------ | -------- | ----------------------------------------------- | ------------ |
| Primo ministro Primo lord del tesoro Ministro della funzione pubblica Ministro del servizio civile Ministro dell'Unione                      |                                                              |          | Rishi Sunak                                     | Conservatore |
| Vice Primo ministro |                                                              |          | Dominic Raab (fino al 21 aprile 2023)           | Conservatore |
| Vice Primo ministro |                                                              |          | Oliver Dowden (dal 21 aprile 2023)              | Conservatore |
| Cancelliere dello Scacchiere Secondo lord del tesoro                                                                                         |                                                              |          | Jeremy Hunt                                     | Conservatore |
| Esteri, Commonwealth e affari dello sviluppo                                                                                                 |                                                              |          | James Cleverly (fino al 13 novembre 2023)       | Conservatore |
| Esteri, Commonwealth e affari dello sviluppo                                                                                                 |                                                              |          | David Cameron (dal 13 novembre 2023)            | Conservatore |
| Affari interni |                                                              |          | Suella Braverman (fino al 13 novembre 2023)     | Conservatore |
| Affari interni |                                                              |          | James Cleverly (dal 13 novembre 2023)           | Conservatore |
| Lord cancelliere Giustizia |                                                              |          | Dominic Raab (fino al 21 aprile 2023)           | Conservatore |
| Lord cancelliere Giustizia |                                                              |          | Alex Chalk (dal 21 aprile 2023)                 | Conservatore |
| Difesa |                                                              |          | Ben Wallace (fino al 31 agosto 2023)            | Conservatore |
| Difesa |                                                              |          | Grant Shapps (dal 31 agosto 2023)               | Conservatore |
| Salute e affari sociali |                                                              |          | Stephen Barclay (fino al 13 novembre 2023)      | Conservatore |
| Salute e affari sociali |                                                              |          | Victoria Atkins (dal 13 novembre 2023)          | Conservatore |
| Levelling up, edilizia abitativa e comunità Ministro per le relazioni inter-governative                                                      |                                                              |          | Michael Gove                                    | Conservatore |
| Affari economici, energia e strategia industriale Segretario per la sicurezza energetica ed il Net zero                                      |                                                              |          | Grant Shapps (fino al 31 agosto 2023)           | Conservatore |
| Affari economici, energia e strategia industriale Segretario per la sicurezza energetica ed il Net zero                                      |                                                              |          | Claire Coutinho (dal 31 agosto 2023)            | Conservatore |
| Cancelliere del Ducato di Lancaster |                                                              |          | Oliver Dowden                                   | Conservatore |
| Commercio internazionale Presidente del The Board of Trade Segretario per le donne e l'uguaglianza Segretario per il commercio e lo sviluppo |                                                              |          | Kemi Badenoch                                   | Conservatore |
| Lavoro e pensioni |                                                              |          | Mel Stride                                      | Conservatore |
| Istruzione |                                                              |          | Gillian Keegan                                  | Conservatore |
| Ambiente, alimentazione e affari rurali |                                                              |          | Thérèse Coffey (fino al 13 novembre 2023)       | Conservatore |
| Ambiente, alimentazione e affari rurali |                                                              |          | Stephen Barclay (dal 13 novembre 2023)          | Conservatore |
| Trasporti |                                                              |          | Mark Harper                                     | Conservatore |
| Irlanda del Nord |                                                              |          | Chris Heaton-Harris                             | Conservatore |
| Scozia |                                                              |          | Alister Jack                                    | Conservatore |
| Galles |                                                              |          | David TC Davies                                 | Conservatore |
| Leader della Camera dei lord Lord del sigillo privato                                                                                        |                                                              |          | Nicholas True, barone True                      | Conservatore |
| Leader della Camera dei comuni Lord presidente del Consiglio                                                                                 |                                                              |          | Penny Mordaunt                                  | Conservatore |
| Cultura, media e sport |                                                              |          | Michelle Donelan (fino al 7 febbraio 2023)      | Conservatore |
| Cultura, media e sport |                                                              |          | Lucy Frazer (dal 7 febbraio 2023)               | Conservatore |
| Scienza, innovazione e tecnologia (istituito)                                                                                                |                                                              |          | Michelle Donelan (dal 7 febbraio 2023)          | Conservatore |
| Ministro senza portafoglio Presidente del Partito Conservatore                                                                               |                                                              |          | Nadhim Zahawi (fino al 29 gennaio 2023)         | Conservatore |
| Ministro senza portafoglio Presidente del Partito Conservatore                                                                               | Posizione vacante (dal 29 gennaio al 7 febbraio 2023)        |          |                                                 |              |
| Ministro senza portafoglio Presidente del Partito Conservatore                                                                               |                                                              |          | Greg Hands (dal 7 febbraio al 13 novembre 2023) | Conservatore |
| Ministro senza portafoglio Presidente del Partito Conservatore                                                                               |                                                              |          | Richard Holden (dal 13 novembre 2023)           | Conservatore |
| Partecipanti alle riunioni del Gabinetto |                                                              |          |                                                 |              |
| Capo Whip alla Camera dei Comuni Segretario parlamentare del tesoro                                                                          |                                                              |          | Simon Hart                                      | Conservatore |
| Segretario capo del Tesoro Tesoriere generale                                                                                                |                                                              |          | John Glen (fino al 13 novembre 2023)            | Conservatore |
| Segretario capo del Tesoro Tesoriere generale                                                                                                |                                                              |          | Laura Trott (dal 13 novembre 2023)              | Conservatore |
| Procuratore generale per l'Inghilterra e il Galles Avvocato generale per l'Irlanda del Nord                                                  |                                                              |          | Victoria Prentis                                | Conservatore |
| Ministro per l'Ufficio di Gabinetto Pagatore generale                                                                                        |                                                              |          | Jeremy Quin (fino al 13 novembre 2023)          | Conservatore |
| Ministro per l'Ufficio di Gabinetto Pagatore generale                                                                                        |                                                              |          | John Glen (dal 13 novembre 2023)                | Conservatore |
| Sviluppo e Africa |                                                              |          | Andrew Mitchell                                 | Conservatore |
| Ministro per la sicurezza |                                                              |          | Tom Tugendhat                                   | Conservatore |
| Ministro per l’immigrazione (soppresso) |                                                              |          | Robert Jenrick (fino al 7 dicembre 2023)        | Conservatore |
| Ministro per l’immigrazione legale e gli obiettivi (istituito)                                                                               |                                                              |          | Tom Pursglove (dal 7 dicembre 2023)             | Conservatore |
| Ministro per l’immigrazione illegale (istituito)                                                                                             |                                                              |          | Michael Tomlinson (dal 7 dicembre 2023)         | Conservatore |
| Ministro per lo sviluppo dei veterani |                                                              |          | Johnny Mercer                                   | Conservatore |
| Ministro di Stato senza portafoglio |                                                              |          | Gavin Williamson (fino all'8 novembre 2022)     | Conservatore |
| Ministro di Stato senza portafoglio | Posizione vacante (dall'8 novembre 2022 al 13 novembre 2023) |          |                                                 |              |
| Ministro di Stato senza portafoglio |                                                              |          | Esther McVey (dal 13 novembre 2023)             | Conservatore |

## Cronologia

### 2022

#### Ottobre
- 24 ottobre - Rishi Sunak viene nominato leader del Partito Conservatore.
- 25 ottobre - Il Re Carlo III affida a Rishi Sunak l'incarico di formare il governo.

#### Novembre
- 8 novembre - In seguito alla diffusione di accuse secondo le quali Sir Gavin Williamson avrebbe commesso atti di mobbing nei confronti di altri parlamentari, egli si dimette da membro del governo.
- 15-16 novembre - Il Primo Ministro si reca a Bali in Indonesia per partecipare al 17º vertice del G20.

#### Dicembre
- 9 dicembre - Il Regno Unito, l'Italia e il Giappone firmano un accordo senza precedenti con l’obiettivo di sviluppare un nuovo aereo da combattimento.[6]

### 2023

#### Gennaio
- 16 gennaio - Il Governo Sunak diventa il primo governo britannico a porre il veto su una legge approvata dal Parlamento Scozzese. La legge in questione avrebbe consentito alle persone transgender residenti in Scozia di età uguale o superiore ai sedici anni di cambiare il genere mostrato sui documenti anche senza il consenso di uno psicologo.[7]
- 19 gennaio - Il Segretario di Stato per la difesa Ben Wallace e altri 10 ministri della difesa di altri Paesi europei si impegnano a fornire più armi all’Ucraina dichiarando che invieranno carri armati, artiglieria pesante, difesa aerea, munizioni e veicoli da combattimento per la fanteria.[8]
- 29 gennaio - Il Primo Ministro Rishi Sunak licenzia il presidente del partito conservatore e ministro senza portafoglio Nadhim Zahawi per aver infranto gravemente il codice ministeriale.[9]

#### Febbraio
- 7 febbraio - Nove giorni dopo il licenziamento di Nadhim Zahawi, il Primo Ministro Rishi Sunak fa un rimpasto di governo[10], a seguito del quale: 
  - Greg Hands diventa presidente del partito conservatore e ministro senza portafoglio
  - Grant Shapps diventa Segretario di Stato per la sicurezza energetica e Net Zero
  - Kemi Badenoch diventa Segretario di Stato per gli affari e il commercio
  - Lucy Frazer diventa Segretario di Stato per la cultura, i media e lo sport
  - Michelle Donelan diventa Segretario di Stato per la scienza, l'innovazione e la tecnologia
- 8 febbraio - Il Primo Ministro Rishi Sunak incontra al numero 10 di Downing Street il Presidente ucraino Volodymyr Zelens'kyj, recatosi in tale sede per ringraziare personalmente i britannici e lo stesso Sunak.[11]
- 9 febbraio - Incontro a Roma tra il Ministro degli esteri James Cleverly, il Ministro della difesa Ben Wallace e il Ministro del Commercio internazionale Kemi Badenoch con i loro omologhi colleghi italiani Antonio Tajani, Vicepresidente del Consiglio dei Ministri e Ministro degli affari esteri e della cooperazione internazionale, e Guido Crosetto, Ministro della difesa[12][13].
- 15 febbraio - La First minister della Scozia Nicola Sturgeon ha annunciato le sue dimissioni da leader del Partito Nazionale Scozzese e da First Minister della Scozia.[14]
- 16 febbraio - Il Primo Ministro riceve a Downing Street il Presidente della Polonia Andrzej Duda per discutere di sicurezza europea e del sostegno all'Ucraina.[15]
- 18 febbraio - Il Primo Ministro Rishi Sunak è andato a Monaco di Baviera per attendere alla Conferenza sulla Sicurezza.[16]
- 27 febbraio - Il Primo Ministro Rishi Sunak insieme alle Presidente della Commissione europea Ursula von der Leyen ha raggiunto un nuovo accordo, il Governo Sunak, tra il Regno Unito e l'Unione europea per rimuovere l'ostacolo creatosi dal Protocollo dell'Irlanda del Nord.[17]
- 28 febbraio - Il Primo Ministro Rishi Sunak si è recato in Irlanda del Nord per convincere il Partito Unionista Democratico dell'efficacia dell'intesa trovata con l'Unione europea attraverso il Windsor Framework.[18]

#### Marzo
- 2 marzo - Il direttore generale dell'Mi5, Ken McCallum, si è detto "profondamente dispiaciuto" per l'incapacità dell'intelligence di sventare l'attacco terroristico alla Manchester Arena, che nel 2017 uccise 22 persone. Un'inchiesta pubblica ha concluso che l'Mi5 era in possesso di informazioni chiave sull'attentato ma, per vari motivi, non ha agito per tempo, perdendo così una "significativa" occasione per sventare l'attacco terroristico. In una dichiarazione successiva alla pubblicazione dell'inchiesta, McCallum ha affermato: "L'Mi5 esiste per fermare le atrocità. A tutti coloro le cui vite sono cambiate per sempre in quella terribile notte dico che sono estremamente dispiaciuto per il fatto che l'Mi5 non abbia impedito l'attacco alla Manchester Arena".
- 14 marzo - Il Primo Ministro Rishi Sunak si è recato a San Diego, per incontrare il Presidente americano Joe Biden e il Primo Ministro australiano Anthony Albanese. In questa occasione è stato trovato un accordo tra i tre Paesi che prevede la cooperazione delle flotte sottomarine nel pattugliamento del Pacifico e dell'Atlantico. La storica partnership ha l'obiettivo di fare da contrappeso alla crescente influenza cinese nell'Indo-pacifico.[19]
- 15 marzo - Il Cancelliere dello Scacchiere Jeremy Hunt ha presentato una legge di bilancio mirata ad aumentare il numero di occupati e contenere l'aumento del costo della vita.[20]
- 20 marzo - Incontro dei Ministri della Giustizia per discutere del dedicato sostegno alla Corte Penale internazionale e alla sua indagine sulla situazione in Ucraina, tra i partecipanti vi è anche Carlo Nordio ministro della giustizia italiano.[21]  Nello stesso giorno il leader del Partito Unionista Democratico Sir Jeffrey Donaldson ha annunciato che i parlamentari unionisti voteranno contro un punto chiave del Windsor Framework che verrà votato a Westminster mercoledì 22.[22]
- 21 marzo - È uscito il rapporto della baronessa Louise Casey, membro della Camera dei Lord che ha avuto una portata devastante alla Polizia metropolitana. Il rapporto Casey afferma che la forza di polizia più importante del Regno Unito è "istituzionalmente razzista, sessista e omofoba" e deve cambiare immediatamente o rischia di finire smantellata.[23]
- 23 marzo - La Banca d'Inghilterra alza i tassi d'interesse al 4,5%.[24]
- 27 marzo - Ad Edimburgo viene annunciato il vincitore delle elezioni primarie all'interno del Partito Nazionale Scozzese. Humza Yousaf è il nuovo leader del Partito Nazionale Scozzese.[25]

#### Aprile
- 11 aprile - Anne Keast-Butler, vice capo dell'MI5 è la prima donna a dirigere il Government Communications Headquarters (GCHQ).[26]
- 21 aprile - Il Vice primo ministro, Lord cancelliere e Ministro della Giustizia Dominic Raab si dimette in seguito alla pubblicazione di un rapporto secondo il quale egli avrebbe bullizzato i suoi collaboratori[27]. È sostituito, alla giustizia, da Alex Chalk e come Vice Primo Ministr da Oliver Dowden.
- 27 aprile - Il Primo Ministro Rishi Sunak incontra al numero 10 di Downing Street la Presidente del Consiglio dei Ministri della Repubblica italiana Giorgia Meloni. L'obiettivo dell'incontro è quello di stringere i rapporti bilaterali e porre le basi, come spiegano fonti italiane, per continuare il lavoro che vede Italia e Regno Unito, entrambi Paesi del G7 e fondatori della Nato, vicini su molte questioni, in particolare per quanto riguarda la difesa e gli aiuti all'Ucraina e il contrasto all'immigrazione clandestina.[28]

#### Maggio
- 4 maggio - Si tengono le elezioni locali nel Regno Unito per scegliere consigli distrettuali, autorità unitarie e sindaci. La consultazione elettorale, la prima di rilevanza sostanziale dall'insediamento di Sunak, finisce per essere una grande vittoria per Keir Starmer e per il partito laburista, ed una pesante sconfitta per il Partito Conservatore.[29]
- 6 maggio - All'abbazia di Westminster re Carlo III e Camilla Shand vengono incoronati nuovi sovrani del Regno Unito.
- 15 maggio - Il Primo Ministro Rishi Sunak incontra a Chequers il Presidente ucraino Volodymyr Zelens'kyj. Il Premier ha ribadito l'ulteriore fornitura da parte del Regno Unito di centinaia di missili di difesa aerea e di altri sistemi aerei senza pilota, tra cui centinaia di nuovi droni d'attacco a lungo raggio con una gittata di oltre 200 km[30].
- 18 maggio - Il Primo Ministro Rishi Sunak annuncia che le principali aziende giapponesi si sono impegnate a investire quasi 18 miliardi di sterline in imprese e progetti in tutto il Regno Unito, generando crescita in settori chiave, creando posti di lavoro altamente qualificati e guidando l'innovazione tecnologica. Questi annunci arrivano mentre i governi del Regno Unito e del Giappone svelano una nuova partnership per l'energia rinnovabile che include la creazione di partnership commerciali per accelerare la diffusione dell'energia pulita.
- 19-21 maggio - Il Primo Ministro Rishi Sunak è in Giappone per partecipare al G7 2023 nella città giapponese di Hiroshima. Durante il summit il Premier ha avuto degli incontri bilaterali con il Presidente dell'Indonesia Joko Widodo, il Cancelliere tedesco Olaf Scholz, il Presidente francese Emmanuel Macron, il Presidente ucraino Volodymyr Zelens'kyj e il Presidente della Corea del Sud Yoon Suk-yeol.

#### Giugno
- 7 giugno - Il Segretario di Stato per gli affari esteri James Cleverly si è recato in Ucraina per sottolineare il fermo sostegno del Regno Unito al Paese arriva prima dell'importante vertice sulla ripresa che si terrà a Londra alla fine di questo mese per stimolare la ripresa economica del paese.
- 9 giugno - Nadine Dorries si è dimessa da membro della Camera dei Comuni creando in questo modo delle elezioni suppletive per il suo collegio elettorale Mid Bedfordshire.[31] Nello stesso giorno il Primo ministro Rishi Sunak è a Washington DC per incontrare alla Casa Bianca il Presidente degli Stati Uniti Joe Biden.
- 10 giugno - Nigel Adams si è dimesso da membro della Camera dei Comuni creando in questo modo delle elezioni suppletive per il suo collegio elettorale Selby and Ainsty.
- 11 giugno - La ex first minister scozzese Nicola Sturgeon è stata rilasciata senza accusa dopo essere stata arrestata oggi in relazione a un'indagine sulle finanze del Partito Nazionale Scozzese (SNP).[32]
- 12 giugno - L'ex primo ministro e leader del partito conservatore Boris Johnson si è dimesso da membro della Camera dei Comuni creando in questo modo delle elezioni suppletive per il suo collegio elettorale Uxbridge e South Ruislip che si terranno il 20 luglio.[33]
- 15 giugno - Il Segretario di Stato agli affari interni Suella Braverman ha incontrato il suo omologo francese Gerald Darmenin per discutere di questioni relative alla sicurezza dello Stato, alla lotta al terrorismo e all'immigrazione clandestina.
- 16 giugno - Il Segretario di Stato per la difesa Ben Wallace, durante l'incontro dei ministri della difesa a Bruxelles, ha annunciato che il Regno Unito fornirà 60 milioni di sterline al pacchetto di assistenza globale della NATO, portando il contributo del Regno Unito a oltre 80 milioni di sterline.
- 19 giugno - Il Lord Cancelliere e Segretario per la giustizia Alex Chalk è a Parigi per incontrare il suo omologo francese Eric Dupond-Moretti. Inoltre, lo stesso giorno, il Regno Unito annuncia nuove sanzioni che tengono conto degli autori di violenze sessuali in conflitto russo-ucraino. Lo stesso giorno il Primo Ministro Sunak riceve a Downing Street il Premier svedese Ulf Kristersson per discutere della forte amicizia tra il Regno Unito e la Svezia, anche in materia di difesa, sicurezza, commercio e tecnologia.
- 20 giugno - Passa con 354 voti favorevoli e solamente 7 contrari un rapporto di condanna nei confronti di Boris Johnson redatto da una commissione bipartisan; il rapporto accusa Johnson di aver "fuorviato il Parlamento" in merito feste organizzate nel 2020 a Downing Street in violazione delle restrizioni anti-Covid.[34]
- 22 giugno - La Banca d'Inghilterra alza i tassi d'interessi dal 4,5% al 5%
- 29 giugno - Robin Millar, il Segretario privato parlamentare del Segretario di Stato per la Scozia e del Segretario di Stato per il Galles, si è dimesso in opposizione alle modifiche al curriculum di educazione sessuale in Irlanda del Nord.[35]
- 30 giugno - Lord Zac Goldsmith si è dimesso da Ministro di Stato per i territori d'oltremare, il Commonwealth, l'energia, il clima e l'ambiente dopo essere stato accusato di aver minato l'indagine del Privileges Committee su Boris Johnson.[36]

#### Luglio
- 8 luglio - Toto Wolf, Christian Horner, Zack Brown e Gunther Stainer team principal e CEO di 4 scuderie F1, rispettivamente Mercedes AMG, Red Bull, McLaren e Haas, hanno visitato il numero 10 di Downing Street.[37]
- 10 luglio - Il Primo Ministro Rishi Sunak incontra al numero 10 di Downing Street il Presidente degli Stati Uniti d'America Joe Biden prima del summit della NATO che si terrà a Vilnius ll'11 e il 12 luglio.[38]
- 11-12 luglio - Il Primo Ministro partecipa al summit della NATO a Vilnius in Lituania. Il Premier ha inoltre degli incontri bilaterali con il Presidente turco Recep Tayyip Erdoğan, il Primo Ministro olandese dimissionario Mark Rutte, il Presidente della Polonia Andrzej Duda e la Premier italiana Giorgia Meloni.
- 15 luglio - Il Segretario di Stato per la difesa Ben Wallace ha annunciato che non si ricandiderà come membro del parlamento alle prossime elezioni e si dimetterà dalla sua posizione di governo in seguito al rimpasto di governo previsto per settembre.[39]
- 20 luglio - Si svolgono 3 elezioni suppletive nei collegi di Selby and Ainsty; Uxbridge and South Ruislip e Somerton and Frome, dopo che 3 parlamentari tories si sono dimessi dalla carica di parlamentare. Il Partito Conservatore viene sconfitto alle elezioni di Somerton and Frome e Selby and Ainsty rispettivamente dai Liberaldemocratici e dal Partito Laburista, ma mantiene il seggio di Uxbridge and South Ruislip.

#### Agosto
- 31 agosto - Il Primo Ministro ha effettuato un mini rimpasto di governo in seguito alle dimissioni di Ben Wallace da membro dell'esecutivo. Sunak inserisce nel suo governo due suoi stretti sostenitori: Grant Shapps alla difesa, in sostituzione di Wallace, e Claire Coutinho al ministero dell'energia.[40]

#### Ottobre
- 1-4 ottobre - A Manchester i tories hanno organizzato la loro annuale conferenza di partito autunnale.[41]
- 5 ottobre - Il partito laburista conquista il seggio di Rutherglen and Hamilton West dell'ex parlamentare del Partito Nazionale Scozzese Margaret Ferrier. Lo stesso giorno il Primo Ministro è a Granada, in Spagna, per partecipare al Terzo summit della comunità politica europea.
- 8-11 ottobre - A Liverpool i laburisti hanno organizzato la loro annuale conferenza di partito.[42]
- 12-13 ottobre - Il Primo Ministro Rishi Sunak ha visitato la Svezia per partecipare a un vertice del corpo di spedizione congiunto. La Svezia e il Regno Unito hanno firmato un partenariato strategico, mentre Sunak si è anche impegnata a schierare più di 20.000 soldati britannici in tutto il nord Europa nel 2024. Sunak è rimasto sul cacciatorpediniere HMS Diamond, la prima volta che un primo ministro britannico ha trascorso la notte su una nave da guerra della Royal Navy dal 1968.
- 19 ottobre - I conservatori e Sunak vengono sconfitti alle elezioni suppletive nei collegi di Mid Bedfordshire e Tamworth dai laburisti che ottengono un risultato incredibile in entrambe le elezioni suppletive.[43] Nello stesso giorno Rishi Sunak è in Israele per incontrare il primo ministro Benjamin Netanyahu e il presidente israeliano Isaac Herzog per portare il sostegno britannico ad Israele contro Hamas.[44]
- 20 ottobre - Rishi Sunak ha visitato l'Egitto nell'ambito di una visita di due giorni nelle capitali del Medio Oriente. Ha incontrato il presidente dell'Egitto Abdel Fattah el-Sisi e il presidente dell'Autorità nazionale palestinese Mahmoud Abbas.

#### Novembre
- 13 novembre - Il Primo ministro attua un rimpasto politico.[45]

#### Dicembre
- 1 dicembre - Rishi Sunak ha partecipato alla COP28, dove ha impegnato il Regno Unito a investire 1,6 miliardi di sterline in progetti sul clima. Durante il viaggio di 11 ore si è assicurato diversi accordi, come quello con le aziende energetiche RWE e Masdar per investire 11 miliardi di sterline nel parco eolico di Dogger Bank.
- 6 dicembre - Il Ministro per l'immigrazione Robert Jenrick si è dimesso per il disaccordo sul nuovo patto sull'immigrazione realizzato dal governo.[46]
- 12 dicembre - Il parlamento con 313 voti a favore contro 269 voti a sfavore ha approvato il nuovo patto sull'immigrazione che consiste sull'invio di migranti in Rwanda.[47]
- 16 dicembre - Il Primo Ministro Rishi Sunak è a Roma per partecipare ad Atreju che si tiene a Castel Sant'Angelo.[48] Lo stesso giorno ha incontrato la premier italiana Giorgia Meloni e il Primo Ministro dell'Albania Edi Rama per discutere sull'immigrazione.[49]

### 2024

#### Gennaio
- 12 gennaio - Il primo ministro Rishi Sunak ha visitato Kiev dove ha incontrato il presidente Volodymyr Zelenskyy per firmare un accordo di cooperazione in materia di sicurezza con l'Ucraina. Sunak ha impegnato il Regno Unito ad aumentare i finanziamenti militari all’Ucraina a 2,5 miliardi di sterline; ha affermato che questo accordo sarà il primo passo nello sviluppo di una “partnership centenaria” tra le due nazioni.
- 16 gennaio - Lee Anderson e Brendan Clarke-Smith si sono dimessi dalla carica di Vicepresidente del Partito conservatore, per votare a favore di un emendamento sulla legge Rwanda. L'emendamento, presentato da Bill Cash, garantirebbe che il diritto britannico e internazionale non possano essere utilizzati per impedire o ritardare il trasferimento di una persona in Rwanda.
- 17 gennaio - Alla Camera dei Comuni il progetto di legge del governo, denominato "Piano Rwanda", viene approvato con 313 voti a favore, 270 contrari e 63 astenuti. Tra i voti contrari vi sono anche 11 parlamentari tories tra cui l'ex Segretario di Stato per gli affari interni Suella Braverman e l'ex Ministro per l'immigrazione Robert Jenrick.[50]

#### Luglio
- 5 luglio - In seguito alla sconfitta del Partito Conservatore alle elezioni del 2024, il governo si dimette e viene sostituito dal Governo Starmer.

### Esplicative
1. ↑  Viene riportata la situazione parlamentare solo di questa camera (e non anche della Camera dei Lord) poiché solo quest'ultima ha il potere di controllare il rapporto di fiducia con l'esecutivo
2. ↑  Di cui, 6 eletti come Conservatori, 7 come Laburisti, 1 come membro dell'SNP e 1 come membro di Plaid Cymru

### Fonti
1. ↑   Le dimissioni di Liz Truss : "Eletta per cambiare il Regno Unito ma non posso farlo", su rainews.it. URL consultato il 25 ottobre 2022.
2. ↑   Rishi Sunak proclamato nuovo leader del partito conservatore e primo ministro del Regno Unito, su rainews.it. URL consultato il 25 ottobre 2022.
3. ↑   Rishi Sunak è il nuovo primo ministro: "Voglio rimediare agli errori commessi", su rainews.it. URL consultato il 25 ottobre 2022.
4. 1 2  (dal 7 febbraio 2023)
5. ↑  Digitalizzazione, media, cultura e sport fino al 7 febbraio 2023
6. ↑   Difesa, accordo Italia-Regno Unito-Giappone per la costruzione di un jet supersonico, su tg24.sky.it.
7. ↑   Guerra sul cambio di genere nel Regno Unito, il governo Sunak blocca la legge transgender della Scozia, su lanotiziagiornale.it, 17 gennaio 2023. URL consultato il 17 gennaio 2023.
8. ↑   Undici nazioni europee in Estonia si impegnano a fornire armi all'Ucraina, su euractiv.it, 20 gennaio 2023. URL consultato l'8 febbraio 2023.
9. ↑   Paola De Carolis, Nuovo scandalo in Gran Bretagna, licenziato il ministro Zahawi: «Grave violazione», su Corriere della Sera, 29 gennaio 2023. URL consultato il 29 gennaio 2023.
10. ↑  (EN) Cabinet reshuffle: Greg Hands replaces Zahawi as Conservative Party chairman in Sunak's first reshuffle, su Sky News. URL consultato il 7 febbraio 2023.
11. ↑   Sky TG24, Ucraina, Zelensky a Londra incontra re Carlo e il premier Sunak, su tg24.sky.it. URL consultato l'8 febbraio 2023.
12. ↑   Italia - Gran Bretagna, si rafforza l'intesa, su Agi. URL consultato il 22 aprile 2023.
13. ↑   Italia – Regno Unito: a Roma riunione Ministri Esteri e Difesa, su www.difesa.it. URL consultato il 22 aprile 2023.
14. ↑   Sky TG24, Nicola Sturgeon, la premier dimissionaria più longeva della Scozia, su tg24.sky.it. URL consultato il 19 marzo 2023.
15. ↑   Regno Unito-Polonia: Sunak riceve presidente Duda a Londra, focus su sicurezza europea, su Agenzia Nova. URL consultato l'11 luglio 2023.
16. ↑   Di Online News, Sunak a Monaco: "La Nato cambi il Trattato atlantico per garantire Kiev", su Online News, 18 febbraio 2023. URL consultato il 19 marzo 2023.
17. ↑   Giuseppe Asta, Ecco il Windsor Framework: UE e Regno Unito hanno raggiunto un accordo sull'Irlanda del Nord, su RaiNews, 27 febbraio 2023. URL consultato il 19 marzo 2023.
18. ↑   Sunak a Belfast per convincere gli indipendentisti, su Agi. URL consultato il 19 marzo 2023.
19. ↑   Sky TG24, Patto Aukus, cos'è l'accordo tra Australia, USA e UK sui sottomarini, su tg24.sky.it. URL consultato il 19 marzo 2023.
20. ↑  (EN) Mariaelena Agostini, Hunt presenta il budget, agevolazioni pensionistiche e riduzione del costo della birra al pub, su Londra, Italia, 15 marzo 2023. URL consultato il 19 marzo 2023.
21. ↑   Redazione, Giustizia: vertice a Londra dedicato al sostegno alla Corte Penale internazionale e alla sua indagine sulla situazione in Ucraina. Presente il Guardasigilli, Carlo Nordio, su Report Difesa, 18 marzo 2023. URL consultato il 20 marzo 2023.
22. ↑   Protocollo: Mercoledì il DUP voterà a Westminster contro il Windsor Framework, facendo temere che alcuni Tories lo seguiranno, su Les Enfants Terribles. URL consultato il 20 marzo 2023.
23. ↑   Gb: rapporto devastante su Met Police, 'cambi o sia smantellata' - Mondo, su Agenzia ANSA, 21 marzo 2023. URL consultato il 21 marzo 2023.
24. ↑   Sky TG24, Inflazione, Bank of England alza i tassi d'interesse al 4,25%, su tg24.sky.it, 23 marzo 2023. URL consultato il 22 giugno 2023.
25. ↑   Redazione di Rainews, Scozia, Humza Yousaf è il nuovo leader del partito indipendentista, su RaiNews, 27 marzo 2023. URL consultato il 27 marzo 2023.
26. ↑   Londra: una donna alla guida del controspionaggio informatico britannico, su Globalist, 11 aprile 2023. URL consultato il 20 giugno 2023.
27. ↑   Il vice primo ministro britannico Dominic Raab si è dimesso dopo la pubblicazione di un rapporto che lo accusa di bullismo contro i suoi collaboratori, Il Post (Bits), 21 aprile 2023.
28. ↑   Sky TG24, Giorgia Meloni in visita ufficiale a Londra. Oggi vede Sunak, su tg24.sky.it. URL consultato il 27 aprile 2023.
29. ↑   Elezioni amministrative nel Regno Unito, laburisti e liberaldemocratici conquistano terreno sui Tories di Rishi Sunak - Eunews, su www.eunews.it, 5 maggio 2023. URL consultato il 5 maggio 2023.
30. ↑   Reuters, L'arrivo di Zelensky nel Buckinghamshire per incontrare il premier Sunak: "Bentornato", 15 maggio 2023. URL consultato il 15 maggio 2023.
31. ↑  (EN) Joe Duggan, Hugo Gye, Nadine Dorries quits in row over peerage, su inews.co.uk, 9 giugno 2023. URL consultato il 20 giugno 2023.
32. ↑   Sky TG24, Scozia, arrestata e poi rilasciata l'ex premier Nicola Sturgeon, su tg24.sky.it, 11 giugno 2023. URL consultato il 20 giugno 2023.
33. ↑   Sky TG24, Partygate, Boris Johnson si dimette da membro del Parlamento, su tg24.sky.it, 9 giugno 2023. URL consultato il 20 giugno 2023.
34. ↑   Sky TG24, Partygate, Camera dei Comuni 'condanna' Johnson: via libera a rapporto, su tg24.sky.it, 20 giugno 2023. URL consultato il 20 giugno 2023.
35. ↑  (EN) Welsh Tory quits UK government over sex education law, in BBC News, 29 giugno 2023. URL consultato il 10 luglio 2023.
36. ↑  (EN) Zac Goldsmith: Tory minister named in Boris Johnson partygate interference report quits over 'government apathy', su Sky News. URL consultato il 30 giugno 2023.
37. ↑   Nelroth, F1's Toto Wolff, Christian Horner, Zak Brown & Guenther Steiner visit 10 Downing Street, su r/formula1, 10 luglio 2023. URL consultato l'11 luglio 2023.
38. ↑   Biden a Londra, incontra Sunak e Carlo III, su Agi. URL consultato il 10 luglio 2023.
39. ↑  (EN) Why Ben Wallace's days were numbered - both as defence secretary and MP, su Sky News. URL consultato il 16 luglio 2023.
40. ↑   Regno Unito, Grant Shapps nuovo ministro della Difesa - Mondo - Ansa.it, su Agenzia ANSA, 31 agosto 2023. URL consultato il 31 agosto 2023.
41. ↑   Il premier britannico Sunak prova a rilanciare i conservatori in crisi, su Internazionale, 4 ottobre 2023. URL consultato il 21 ottobre 2023.
42. ↑   Il rilancio dei laburisti britannici, su ISPI. URL consultato il 21 ottobre 2023.
43. ↑   Redazione Agenzia Nova, Regno Unito: la sconfitta dei conservatori ai seggi elettorali di Tamworth e Mid-Beds mette in crisi Sunak, su Agenzia Nova, 20 ottobre 2023. URL consultato il 21 ottobre 2023.
44. ↑   Rishi Sunak in Israele, parola d’ordine “de-escalation”, su La Repubblica, 19 ottobre 2023. URL consultato il 21 ottobre 2023.
45. ↑   Il sorprendente rimpasto nel governo britannico, su Il Post, 13 novembre 2023. URL consultato il 13 novembre 2023.
46. ↑   Il viceministro Jenrick, responsabile del dossier immigrazione, dà le dimissioni, su blue News. URL consultato il 16 dicembre 2023.
47. ↑   Nicol Degli Innocenti, Gb, crisi evitata per un soffio: il governo Sunak si salva sul piano Ruanda, su Il Sole 24 ORE, 12 dicembre 2023. URL consultato il 16 dicembre 2023.
48. ↑   Sky TG24, Atreju 2023, Rama: 'Intesa migranti non è incostituzionale', su tg24.sky.it, 16 dicembre 2023. URL consultato il 16 dicembre 2023.
49. ↑   Sky TG24, Incontro Meloni, Rama e Sunak: collaboriamo contro trafficanti uomini, su tg24.sky.it, 16 dicembre 2023. URL consultato il 17 dicembre 2023.
50. ↑   Sky TG24, Uk, via libera della Camera dei Comuni alla legge sul piano Ruanda bis, su tg24.sky.it, 17 gennaio 2024. URL consultato il 19 gennaio 2024.